# Usu
Usu (chiń. upr. 乌苏; chiń. trad. 烏蘇; pinyin Wūsū; ujg. ‏ۋۇسۇ‎, Usu) – miasto w północno-zachodnich Chinach, w regionie autonomicznym Sinciang, w Kotlinie Dżungarskiej, w prefekturze Tacheng. W 2010 roku liczyło ok. 132 tys. mieszkańców.